# Gerevics Gusztáv
Gerevics Gusztáv (másként: Gerevich, Felsőkaraszló, Ugocsamegye, 1840. február 16. – Eperjes, 1911. március 10.) főgimnáziumi igazgató.

## Élete
Tanulmányait az ungvári főgimnáziumban és a Pesti Egyetemen végezte. 1865-ben a klasszika-filológiából tanári vizsgálatot tett. 1862-66-ig az egri, 1867-ben az ungvári, 1867-81-ig a lőcsei, 1881-85-ig az eperjesi királyi katolikus főgimnáziumnak volt rendes tanára. 1885-től 1890-ig a fehértemplomi állami főgimázium igazgatója. 1891-ben a zombori állami főgimnáziumhoz rendes igazgatónak helyeztetett át. 1888-ban Németországban a középiskolai oktatásügyet tanulmányozta.
Elhunyt 1910. március 10-én éjjel 11 óra után, örök nyugalomra helyeztetett 1910. március 12-én délután az eperjesi sírkertben a görögkatolikus egyház szertartásai szerint. Felesége 1874-től Keczer Ilona volt.
Cikkei a Középiskolai Szemlében (1882. A kezdők latin nyelvi oktatásához), a Közoktatásban (1883. A classicus irók jegyzetes kiadásairól.)

## Munkái
- Franczia nyelvtan. Dr. Körting Gusztáv után ford. és a magyar középiskolák használatára alkalmazta. Bpest, 1875.
- Franczia alaktan, mondattan és gyakorlókönyv. Bpest, 1875.
- T. M. Plautus Trinummusa. A főgymnasiumok VII. osztálya számára magyarázta s bevezetéssel ellátta. Bpest, 1880. (Görög és latin remekirók 32.)
- T. M. Plauti Captivi. Iskolai használatra magyarázta és bevezetéssel ellátta. Bpest, 1882. (Görög és latin remekirók 33.)
- Felsőbb iskolák és egyetemek Németországban. M. Arnold után angolból ford. Bpest, 1889.